# كاتشولونج

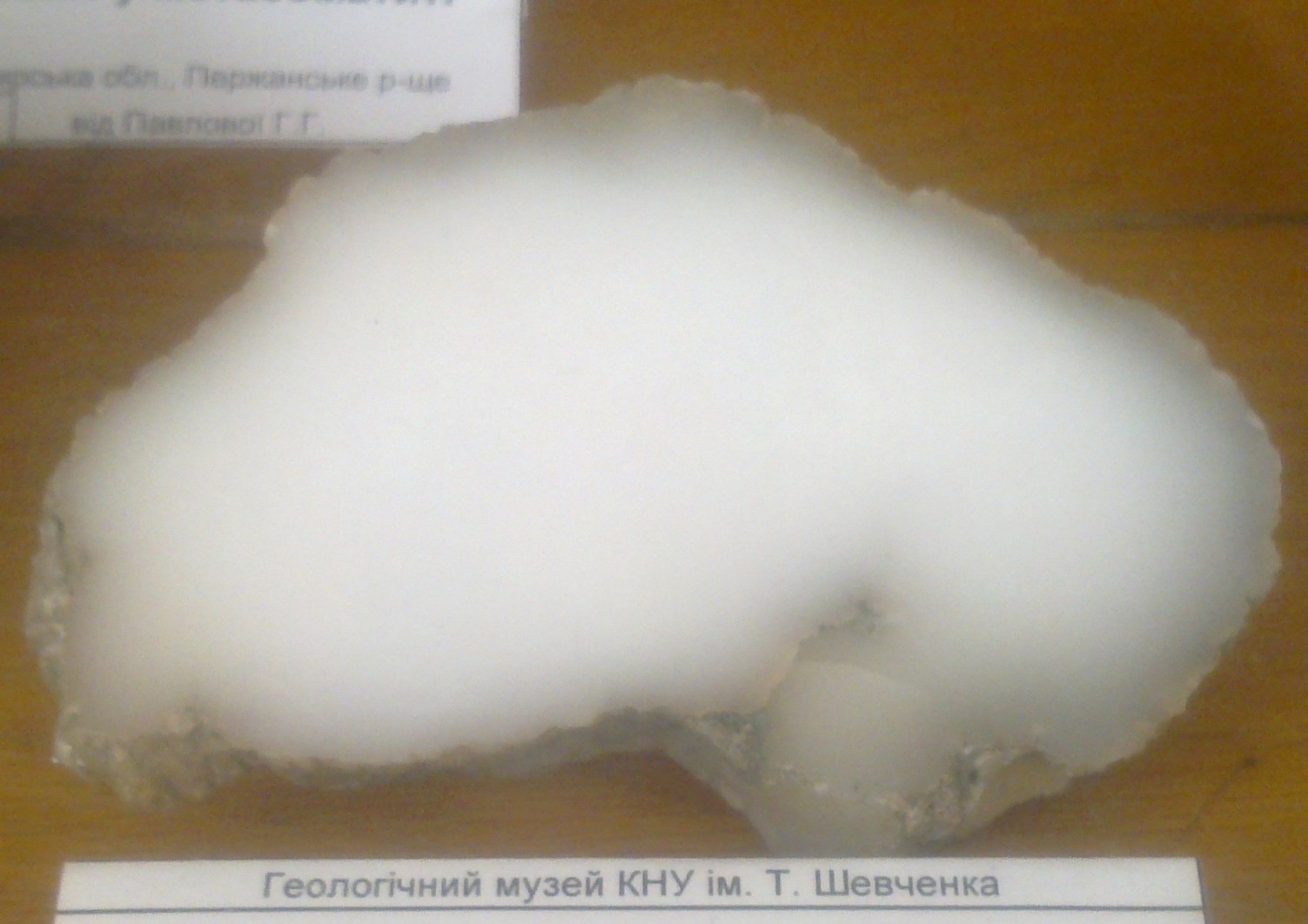
الكاتشولونج، في المتحف الجيولوجي في جامعة كييف.

الكاشولونج المعروف أيضاً باسم كالموك العقيق، هو شكل من أشكال الأوبال الشائع، على الرغم من أنه يتم الخلط بينه وبين العقيق والعقيق الأبيض. له لون أبيض حليبي، ودرجة صلادة 6 على مقياس موس، يُستخدم للنحت والنقش. وُجد في النمسا وجمهورية التشيك ومنغوليا وأوزبكستان. بُعتقد بأن اسمه أتى من اسم نهر في أوزبكستان.